# Otomys irroratus
Otomys irroratus és una espècie de mamífer rosegador de la família dels múrids. Viu a altituds superiors a 900 msnm a Lesotho, Moçambic, Sud-àfrica, Eswatini i Zimbàbue. Els seus hàbitats naturals són els herbassars, els aiguamolls i les plantacions. És una espècie en risc mínim, és a dir, no sembla que hi hagi cap amenaça significativa per a la seva supervivència. Podria tractar-se d'un complex d'espècies.